# Crambus achilles
Crambus achilles là một loài bướm đêm trong họ Crambidae.